# Cantone di Vierzon-2
Il Cantone di Vierzon-2 è una divisione amministrativa dell'arrondissement di Vierzon.
A seguito della riforma approvata con decreto del 21 febbraio 2014, che ha avuto attuazione dopo le elezioni dipartimentali del 2015, il numero dei comuni è rimasto immutato ma ne è stata modificata la composizione.

## Composizione
Oltre a parte della città di Vierzon, i 9 comuni facenti parte prima della riforma del 2014 erano:
- Massay
- Méry-sur-Cher
- Nançay
- Neuvy-sur-Barangeon
- Saint-Hilaire-de-Court
- Saint-Laurent
- Thénioux
- Vignoux-sur-Barangeon
- Vouzeron

Dal 2015, oltre a parte della città di Vierzon, i comuni appartenenti al cantone sono i seguenti 9:
- Dampierre-en-Graçay
- Genouilly
- Graçay
- Méry-sur-Cher
- Nohant-en-Graçay
- Saint-Georges-sur-la-Prée
- Saint-Hilaire-de-Court
- Saint-Outrille
- Thénioux